# Pori Jazz
A Pori Jazz egy nagy nemzetközi dzsesszfesztivál, amelyet minden évben július hónapban rendeznek meg Pori Kirjurinluoto nevű szigetén, Finnországban. A Pori Jazz Európa egyik legrégebbi és egyik legismertebb jazzfesztiválja, amelyet 1966 óta minden évben megrendeznek.
Az első, kétnapos Pori Jazz Fesztivált 1966 júliusában rendezték meg Kirjurinluoto szigeten, 1500 látogatóval. A nézőszám évről évre nőtt, és a fesztivál időtartama is meghosszabbodott. 1985 óta a fesztivál kilenc napig tart, 50 000-60 000 létszámú közönséggel. Az 1990-es évek elején a látogatók száma elérte a 100 000 főt, a 21. században pedig mintegy 120 000-160 000 ember keresi fel a fesztivált minden nyáron. A fesztiválnak 2015-ben már 50. évfordulója volt.
A Pori Jazz Fesztivál Finnország legnagyobb, legismertebb és legnépszerűbb nyári rendezvénye. Már több mint 45 éve az élen áll a finn és nemzetközi fesztiválok között.
Az első fesztivál az akusztikus dzsesszre épült, de aztán az „elektromos” dzsessz, blues, soul, funk, hip-hop és a kubai és brazil zene is helyet kapott. A programok mintegy 70 százaléka ingyenes.
A fesztivál ideje alatt több mint 100 koncertet tartanak 11 különböző helyszínen. A gyerekeknek külön Pori Jazz Kids Fesztivált is rendeznek.
A fő helyszín, a Kirjurinluoto Arena, Finnország egyetlen szabadtéri koncertparkja. Az aréna mérete 5 hektár az amfiteátrum jellegű koncertek számára, valamint 22 hektár kempingnek. A fő helyszín mellett − amelyre fesztiváljegy szükséges − Pori központjában, a Kokemäenjoki folyó partján található a „Jazz utca”, ahol kisebb zenei eseményeket és klubokat, valamint „street food” éttermeket és bárokat tartanak. A Jazz utca szabadtéri zenei rendezvényei ingyenesek, míg a klubokban tartott rendezvényekre belépőjegyet kell venni.
Számos világhírű zenész (köztük például Tori Amos, Kylie Minogue, Art Blakey, James Brown, Phil Collins, Chick Corea, Miles Davis, Alicia Keys, Paul Simon, Jamiroquai, Macy Gray, Mary J. Blige, Erykah Badu, Paul Anka, Kanye West, Sting, Benny Goodman, Björk, Carlos Santana, Dizzy Gillespie, és sokan mások) léptek fel a fesztiválon az évek során.
Éveken át jelen volt ott, és filmezte-dokumentálta a fesztivál eseményeit Kárpáti György.

## Fordítás
Ez a szócikk részben vagy egészben  a   Pori Jazz című angol Wikipédia-szócikk ezen változatának fordításán alapul.  Az eredeti cikk szerkesztőit annak laptörténete sorolja fel. Ez a jelzés csupán a megfogalmazás eredetét és a szerzői jogokat jelzi, nem szolgál a cikkben szereplő információk forrásmegjelöléseként.